# Коричневая южноафриканская кошачья акула
Коричневая южноафриканская кошачья акула (лат. Haploblepharus fuscus) — вид рода южноафриканских кошачьих акул (Haploblepharus) семейства кошачьих акул (Scyliorhinidae). Этот род является эндемиком Южной Африки. Он обитает в мелких прибрежных водах. Максимальный размер 73 см. Это небольшая акула с плотным телом, широкой, приплюснутой головой и закруглённой мордой. Рацион составляют костистые рыбы и беспозвоночные. Коричневые южноафриканские кошачьи акулы размножаются, откладывая яйца, заключённые в капсулы. Эти безвредные рыбы не представляют коммерческой ценности и не являются объектом любительского рыболовства. Однако их ограниченный ареал и интенсивная добыча рыбы в местах обитания делают их потенциально уязвимыми.

## Таксономия
Коричневая южноафриканская кошачья акула была впервые описана южноафриканским ихтиологом Джеймсом Леонардом Брайрли Смитом в 1950 году в научном журнале «Annals and Magazine of Natural History». Видовой эпитет лат. Haploblepharus fuscus означает «коричневый». Типовым образцом был взрослый самец длиной 57 см, пойманный у берегов Ист-Лондона, Южная Африка. В 2006 году филогенетический анализ на основании трех митохондриальных генов ДНК показал, что коричневая южноафриканская кошачья акула и намибийская кошачья акула (Haploblepharus pictus) являются родственными видами и более производными членами своего семейства по сравнению с базальным видом Haploblepharus  edwardsii.

## Ареал и среда обитания
Ареал коричневой южноафриканской кошачьей акулы ограничивается континентальным шельфом вдоль побережья Южной Африки, от Западной и Восточной-Капской провинции до юга провинции Квазулу-Наталь. Эти донные акулы чаще всего встречаются на песчаных или каменистых грунтах и на рифах от зоны прибоя до глубины 35 м. Есть записи, свидетельствующие о присутствии этих акул на глубине 133 м. В юго-восточной части Капской провинции зоны обитания гадюковой и коричневой южноафриканских кошачьих акул перекрывают друг друга. Однако коричневая южноафриканская кошачья акула предпочитает мелководье, в то время как гадюковая южноафриканская кошачья акула держится дальше от берега на большей глубине.

## Описание
У коричневых южноафриканских кошачьих плотное тело, голова короткая, широкая и приплюснутая, с закруглённой мордой. Большие, овальные глаза оснащены рудиментарными мигательными мембранами. Под глазами имеются выступы. Крупные ноздри частично закрыты за счет значительно расширенных кожных лоскутов треугольной форм. Рот короткий и изогнут в виде арки. По углам рта расположены бороздки. Зубы имеют центральное остриё и пару небольших латеральных зубцов. Пять пар жаберных щелей расположены в верхней половине тела.
Основание первого спинного плавника находится позади основания брюшных плавников, а основание второго спинного плавника расположено за основанием анального плавника. Спинные, брюшные и анальный плавники имеют приблизительно одинаковый размер. Грудные плавники довольно крупные. Хвостовой плавник короткий и широкий, у кончика верхней лопасти имеется глубокая вентральная выемка. Нижняя лопасть практически отсутствует. Толстая кожа покрыта плакоидными чешуйками. Окрас коричневого цвета, брюхо белое. У некоторых особей имеются седловидные слабые отметины или чёрные или белые пятна. Максимальный размер 73 см.

## Биология и экология
Коричневые южноафриканские кошачьи акулы ведут донный сидячий образ жизни. Одно исследование показало, что помеченная акула была поймана не более чем в 8 км от своего первоначального местонахождения. Эти акулы питаются костистыми рыбами и лобстерами. В случае опасности они принимают характерную позу, сворачиваясь в кольцо и прикрывая глаза хвостом.
Яйцами гадюковых южноафриканских кошачьих акул питаются брюхоногие моллюски Burnupena papyracea и Burnupena lagenaria, по крайней мере в неволе.
Коричневые южноафриканские кошачьи акулы размножаются, откладывая по два яйца за один раз. В неволе отмечалось, что в неволе брюхоногие моллюски Burnupena papyracea и Burnupena lagenaria прокалывали их капсулы с яйцами и высасывали желток. Самцы и самки этого вида достигают половой зрелости при длине 68—69 см и 60—61 см соответственно.

## Взаимодействие с человеком
Коричневые южноафриканские кошачьи акулы не представляют опасности для человека. Коммерческой ценности не имеют. В качестве прилова они попадают в донные тралы. Пойманных в сети или на удочки рыб, как правило, выпускают обратно, или убивают, считая их вредителями. Они хорошо уживаются в неволе. Международный союз охраны природы присвоил этому виду статус сохранности «Близкий к уязвимому». Несмотря на многочисленность, популяция подвергается риску из-за ограниченного ареала, интенсивной рыбной ловли и ухудшения условий среды обитания.